# Petra Gáspár
Petra Gáspár (* 13. Februar 1977) ist eine ehemalige ungarische Tennisspielerin.

## Karriere
Petra Gáspár spielte erstmals im Hauptfeld eines WTA-Turniers bei den Wismilak Open 1996 in Surabaya.
1994 und 1998 spielte sie für die ungarische Fed-Cup-Mannschaft, mit einer Bilanz von 1:7.
Sie studierte an der Brigham Young University–Hawaii und spielte College-Tennis.